# Nicoleta Matei

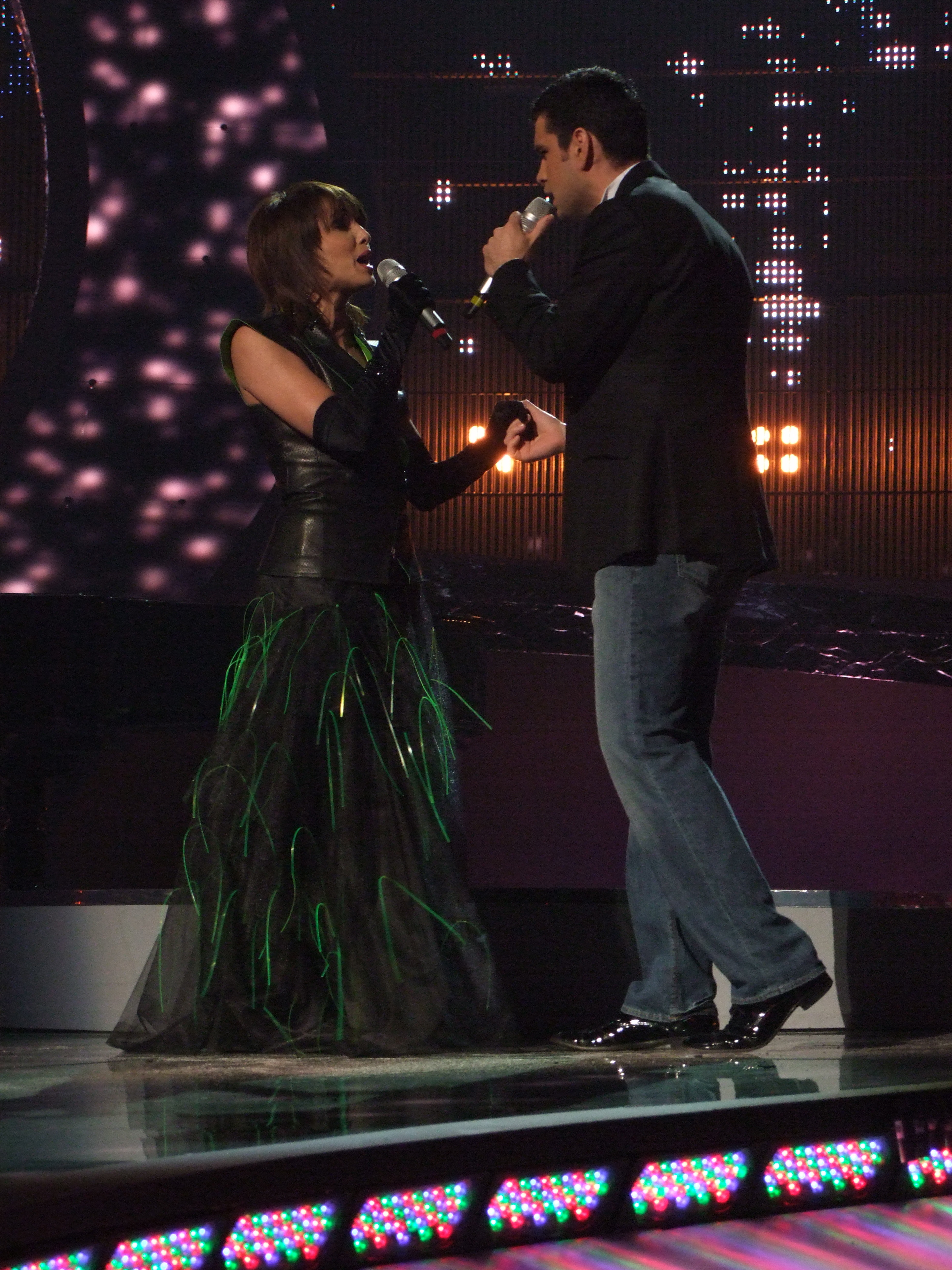
Nico interpretând „Pe-o margine de lume” la Concursul Muzical Eurovision 2008

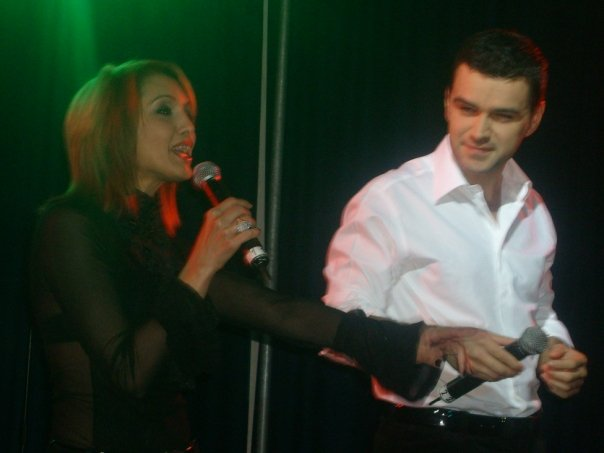
Nico și Vlad Miriță

Nicoleta Matei (n. 1 februarie 1970, Ploiești, România), cunoscută simplu ca Nico, este o cântăreață română de muzică pop și vedetă de televiziune. Nico și soțul ei au un studio propriu.

## Biografie
1990 - A terminat Școala Populară de Artă din Ploiești și a devenit solista Teatrului Toma Caragiu din localitate, secția estradă. Este absolventă a Conservatorului „George Enescu” din București.
A cântat peste hotare cu contract:
- 1993, China - programe de bar;
- 2001, Japonia - programe de varietăți.

1996-1999 - Patru ediții la rând, a obținut premiul pentru cea mai bună solistă vocală la Festivalul Național al teatrelor de estradă de la Constanța.
1998 - A obținut premiul I pentru cea mai bună voce feminină la Festivalul "Ion Vasilescu";
1999 - A obținut premiul al II-lea la Festivalul Național de Muzică Ușoară Mamaia pentru piesa "Și dacă viața mea". În 1999 a debutat în muzica românească.
1999-2002 - A avut o colaborare cu B.U.G. Mafia pentru albumul acestora, "CASA", la piesa "Cine e cu noi". Tot în aceeași perioadă a colaborat cu Morometzii pentru piesa "Tic Tac 123". În același an, a ajuns în finala Selecției Naționale Eurovision cu piesa "The Only One". Concursul Eurovision a reprezentat pentru Nico o miză importantă deoarece a participat și în anii următori - 2002, 2003, 2005, 2006, 2007, 2008, 2009 - la acest concurs.
2003 - A obținut premiul al II-lea la Festivalul Internațional „Cerbul de Aur”, Brașov. Tot în acest an a lansat primul disc intitulat "Gând pentru ei", care cuprinde colaborări cu Cabron, Don Baxter și Puya (La Familia) dar și Laurențiu Matei, soțul interpretei.
2004 - În Bulgaria, la Varna, a obținut marele premiu și alte 4 premii la Festivalul "Discovery Fest". Tot în același an în Kazahstan, la Alma Ata, a obținut Marele Premiu și trofeul "Vocea Asiei" și locul al II-lea la Festivalul de la Mamaia, (secția creație, compozitor Andrei Tudor).
2007 - Nico a trecut de preselecția națională pentru concursul Eurovision cu două piese, "Dulce amăruie" (compusă de Costi Ioniță) și "Love is all you need" (Laurențiu Matei). Prima s-a calificat în finală.
2008 - A câștigat dreptul de a reprezenta România la concursul Eurovision 2008, care a avut loc la Belgrad, Serbia, cu melodia "Pe-o margine de lume", interpretată alături de Vlad Miriță. Clasându-se pe locul 7 în semifinală, piesa a ajuns în finala competiției, obținând 45 de puncte și locul 20 din 25 de țări participante.

## Piese cunoscute
- Nu pot să mai suport
- Rămâi cu bine
- Tot ce-mi ceri
- Spune-mi unde
- Vorbe
- Nu mă gândesc
- Heaven knows

## Albume

### Gând pentru ei
- Data apariției: 2003
- Genul muzical: Pop
- Casa de discuri: Intercont Music
- Durată: 37:20

Gând pentru ei este albumul de debut, cuprinde zece piese, compuse în cea mai mare parte de către Laurențiu Matei, dar și de Don Baxter, Puya sau Cabron. La album s-a lucrat timp de doi ani până s-a ajuns la forma sa finală.
Piese:
1 . Nu pot să mai suport (4.50) 
2 . Rămâi cu bine (4.01) 
3 . Tot ce-mi ceri (3.29) 
4 . Vorbe II (3.49) 
5 . Gând pentru ei (4.06) 
6 . Orice s-ar întâmpla (3.07) 
7 . Spune-mi unde (3.44) 
8 . Nu mă gândesc... (Decat la noi) (4.03) 
9 . Oprește-te (3.47) 
10 . Rămâi cu bine (remix R&B) (3.42)
11. Clipe 

### Așa cum vrei
- Data apariției: 2005
- Genul muzical: Pop
- Casa de discuri: Intercont Music
- Durată: 32:32

Așa cum vrei, albumul include hitul cu același nume, iar paleta de genuri abordate e largă, de la R&B la dance, hip-hop, clubbin'). 
Piesele de pe album sunt :
1.Ai sa te întorci la mine (4.00) 
2.Nu sunt eu (3.57) 
3.Te vreau din nou (4.15) 
4.Ce pot să fac (3.49) 
5.Tot ce-mi doresc (3.39) 
6.Vreau să te iubesc (3.26) 
7.Așa cum vrei (3.26) 
8.O noapte cu tine (3.55) 
9.Voi veni într-o zi (3.54) 
10.Tu mă faci să cred (3.37)

### Cast Away
(2007 - Universal)
- „Dulce amăruie” (3:51)
- „Spune-mi Că” (3:45)
- „Un ideal” (3:47)
- „Cred” (4:00)
- „Cum Aș Putea” (3:26)
- „Cast Away” - maxi single (3:26)
- „Love is All You Need” (2:56)
- „Mi-am Ascultat Inima” (3:55)
- „N-am Pierdut Nimic” (3:42)
- „Te-am Văzut Pe Strada Mea” (3:51)
- „Vreau Să Mă Cuprinzi ” (3:36)

### Love Mail
(2009 - Cat Music)
- „Poate undeva” (3:26)
- „Love Mail” (3:29)
- „Lovesick In Berlin” (3:23)
- „Let People Talk” (3:38)
- „Love Mail (negativ)” (3:30)
- „Disco Maniacs” - (feat. Monik) (4:06)
- „Dragostea învinge” (3:33)
- „Filme” (3:58)
- „Ieri” (3:42)
- „Intro”
- „Niciodată singur ” (3:57)
- „Outro ”